# EKOenergie

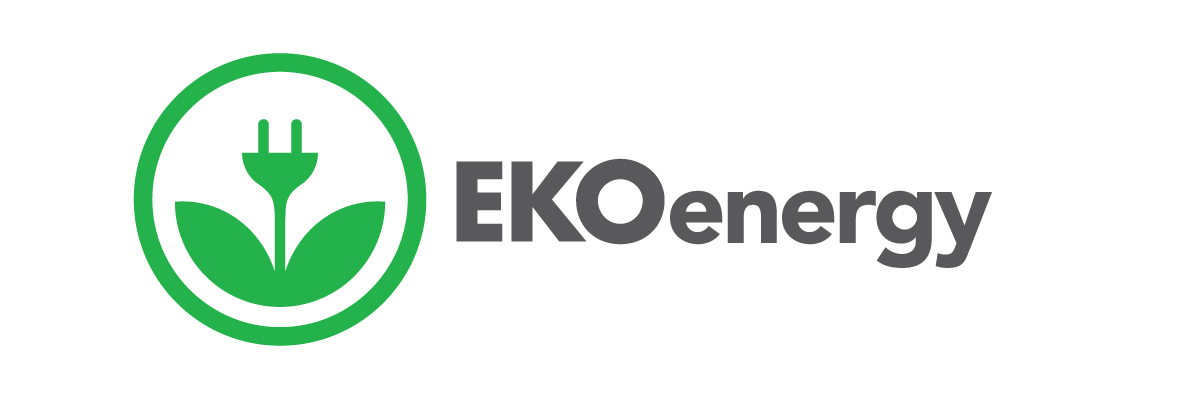
Logo van het keurmerk

EKOenergie is een wereldwijd actief non-profit ecolabel (milieukeurmerk) voor hernieuwbare energie (elektriciteit, gas en warmte en koude).  Het label is eigendom van Suomen luonnonsuojeluliitto ry (Finnish Association for Nature Conservation, Finse Vereniging voor Natuurbehoud)   en wordt beheerd in samenwerking met andere milieuverenigingen. 
Het label werd in 2013 gelanceerd in Noord-Europa. Tegenwoordig is energie met het EKOenergielabel wereldwijd verkrijgbaar. In 2023 werd het label in meer dan 80 landen gebruikt. EKOenergie's teksten zijn beschikbaar in meer dan 30 talen.

## Criteria
De criteria van EKOenergie zijn goedgekeurd en worden gewijzigd volgens de regels van de ISEAL Standard Setting Code. Alle criteriateksten zijn openbaar beschikbaar op de website van EKOenergie.
De criteria bevatten bepalingen voor de volgende onderwerpen. 
- Traceerbaarheid en vermijding van dubbeltellingen.[4][6]
- Duurzaamheid: EKOenergie houdt rekening met de impact van energieproductie op habitats en de biodiversiteit.[7]
- Extra impact: Consumenten van EKOenergie dragen op verschillende manieren bij aan de extra promotie van hernieuwbare energie. Voor elke verkochte MWh gaat 0,10€ naar het Klimaatfonds van EKOenergie. Deze middelen worden gebruikt om hernieuwbare energieprojecten in ontwikkelingslanden te financieren.[8][9] Consumenten betalen ook 0,08€ per MWh om EKOenergie te helpen wereldwijd hernieuwbare energie te promoten en campagnes voor hernieuwbare energie op te zetten.[10] Het werk van EKOenergie om hernieuwbare energie te bevorderen wordt erkend als een Energy Compact onder het VN-Energieprogramma.[11]
- Auditing en verificatie.

## Naam
Het label staat vertalingen van zijn naam toe, bijvoorbeeld EKOénergie in het Frans, EKOenergie in het Nederlands en Duits, of EKOenergia in het Fins en Portugees.

## Logo

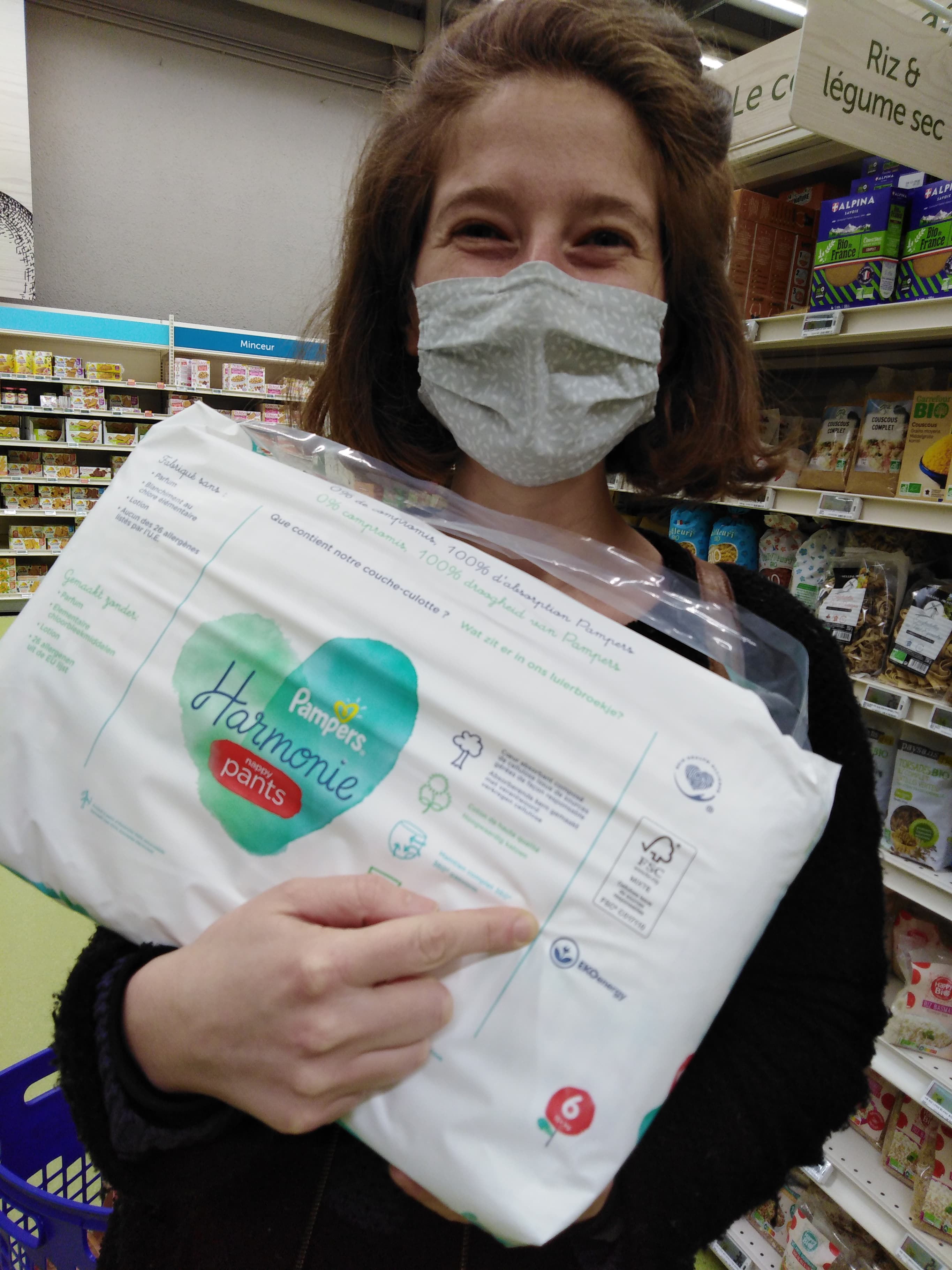
EKOenergie's logo op luiers gemaakt door P&G (Pampers)

Het logo van EKOenergie toont een groene stekker die uit een plant ontspruit, geflankeerd door twee bladeren. Het logo mag alleen worden gebruikt door geautoriseerde verkopers, wanneer zij energie met het EKOenergielabel verkopen, en door consumenten van energie met het EKOenergielabel. De voorwaarden worden uitgelegd in EKOenergie's merkenboek (brand book).
Het logo is ook te vinden op producten die zijn gemaakt met elektriciteit/energie met het EKOenergielabel.

## Gebruikers
Bekende gebruikers van elektriciteit met het EKOenergie-label zijn onder meer de Europese telecomoperator Iliad Group, Microsoft, de Duitse glasfabrikant SCHOTT, SAP en Pampers  (Procter & Gamble - P&G).

## Prijzen en erkenning
- Europese Burgerprijs 2020, uitgereikt door het Europees Parlement in 2021. [21]
- EKOenergie wordt opgelijst als een goed intstrument ter verwezenlijking van de VN Duurzame Ontwikkelingsdoelstellingen (Sustainable Development Goals) in een publicatie van het Department of Economic and Social Affairs van de VN, in 2020. [22]
- Nominatie voor de Nordic Council Environment Award 2019. [23]
- EU Sustainable Energy Awards (ESEW Awards), nominatie in de categorie Young Energy Leaders. [24]
- Genoemd als een goede manier om extra impact te creëren in diverse publicaties van CDP [25] en de RE100. [26]

## Klimaatfonds
Voor elke MWh EKOenergie gaat een bijdrage van 0,10€ naar het Klimaatfonds van EKOenergie. Die bijdragen worden gebruikt om duurzame energieprojecten te financieren die zonder de bijdragen niet mogelijk zouden geweest zijn. Deze projecten worden beheerd door ervaren organisaties. Alle projecten worden gekozen op basis een transparent selectieproces, waarbij verkopers, kopers en onafhankelijke deskundigen actief worden betrokken. 
Voorbeelden van gefinancierde projecten zijn onder meer:
- Zonne-energie voor dorpen zonder connectie met het elektriciteitsnet in Pakistan [29]
- Zonne-energie voor een gezondheidspost in Nepal [30]
- Naaimachines op zonne-energie voor 40 naaisters in Kameroen. [31]

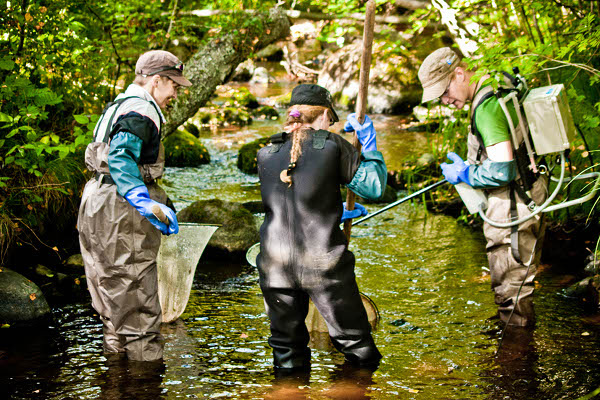
Rivierherstelprojecten

## Milieufonds en natuurbehoud
Telkens wanneer waterkracht wordt verkocht met het EKOenergielabel, gaat er bovendien 0,10€ per MWh naar EKOenergie's Milieufonds om rivierherstelprojecten te financieren. Voorbeelden van eerder gefinancierde projecten:
- Herstel van de Schnegaer Mühlenbach-beek in Duitsland [33]
- Herstel van de Norina-rivier (Letland) [34]

## Vermelding in andere standaarden en normen

### LEED
De LEED-standaard beveelt expliciet het gebruik van elektriciteit met het EKOenergielabel aan.  Gebouwen die LEED-certificering beogen, kunnen extra punten krijgen als de elektriciteit die in dat gebouw wordt gebruikt het EKOenergielabel draagt. De tekst “LEED 2009 BD+C Supplemental Reference Guide with Alternative Compliance Paths for Europe”  geeft EKOenergie dezelfde status als Green-e gecertificeerde REC’s in de VS. De tekst zegt onder andere: "Het certificeringsprogramma van EKOenergie vertegenwoordigt de best beschikbare pan-Europese optie voor het gebruik van  duurzame en additionele (i.e. nieuwe) hernieuwbare elektriciteit binnen Europa. EKOenergie certificeert hernieuwbare elektriciteit die voldoet aan voorschriften die verder gaan dan wat Europese richtlijnen en nationale overheden voorschrijven." (Niet-officiële vertaling van de Engelse tekst)

### Greenhouse Gas Protocol Scope 2 Guidance
Het Greenhouse Gas Protocol is een internationale standaard voor koolstofboekhouding . Het is een product van het World Resources Institute en de World Business Council for Sustainable Development. In januari 2015 publiceerde het secretariaat van het Greenhouse Gas Protocol de Scope 2 Guidance, een document met regels voor de berekening van de koolstofimpact van stroomgebruik. In de Scope 2 Guidance wordt meerdere keren verwezen naar EKOenergie. Hoofdstuk 11, dat bedrijven aanmoedigt om nog een stap verder te gaan, verwijst expliciet naar het Klimaatfonds van EKOenergie.  

### Nordic Swan
Het Nordic Swan-ecolabel omvat 59 productgroepen met in total meer dan 200 producten.
Verschillende criteria geven extra punten voor het gebruik van elektriciteit met het EKOenergielabel, zoals de criteria voor Drukkerijen en Drukwerk  en de criteria voor Horeca en Conferentiefaciliteiten. 